# Zürichsee-Fähre Horgen–Meilen

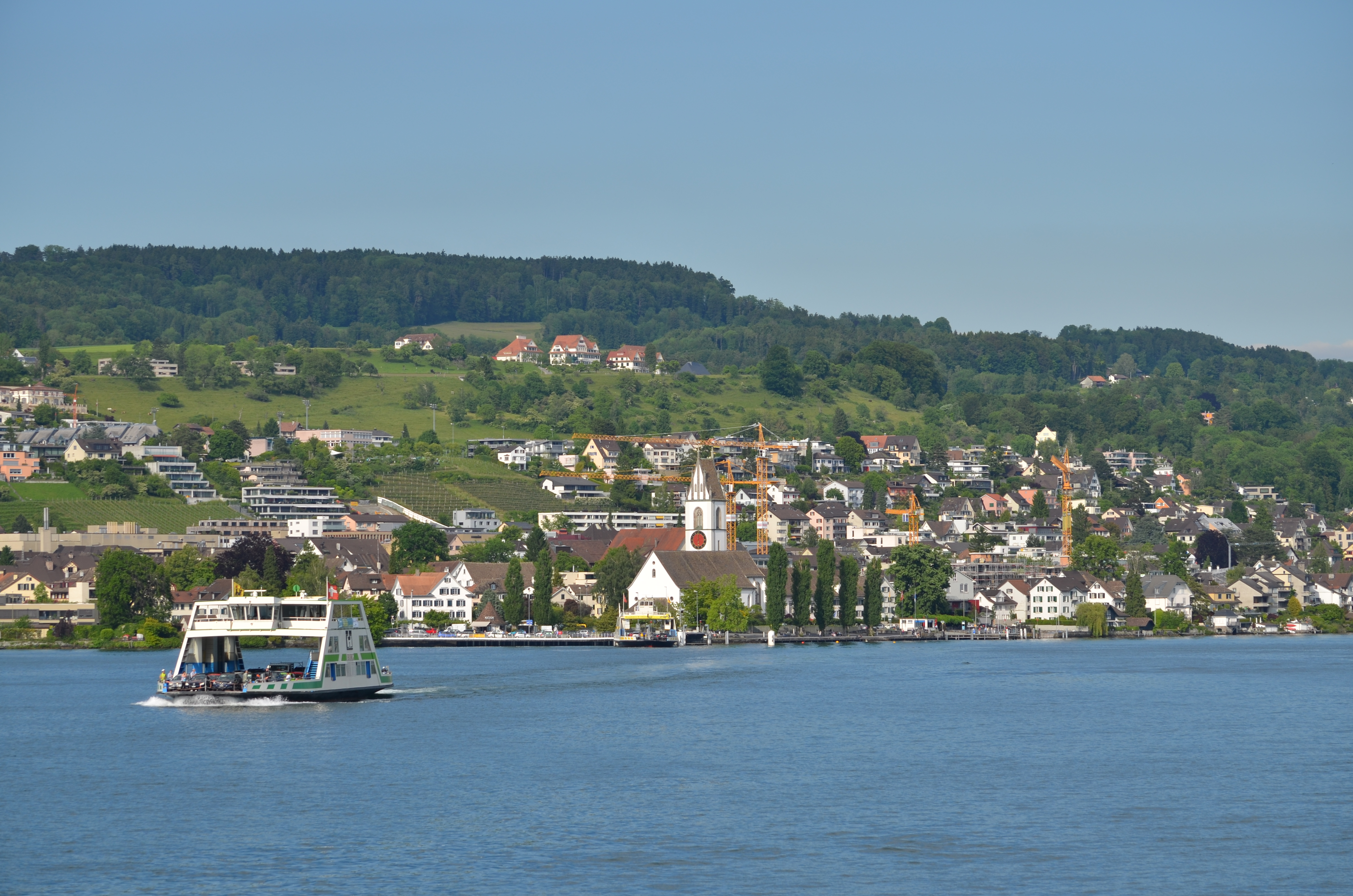
FS Horgen nach dem Ablegen in Meilen

Die Zürichsee-Fähre Horgen–Meilen AG (FHM) ist eine Schweizer Aktiengesellschaft und betreibt ganzjährig den Fährbetrieb auf dem Zürichsee zwischen Horgen und Meilen.

## Fährbetrieb

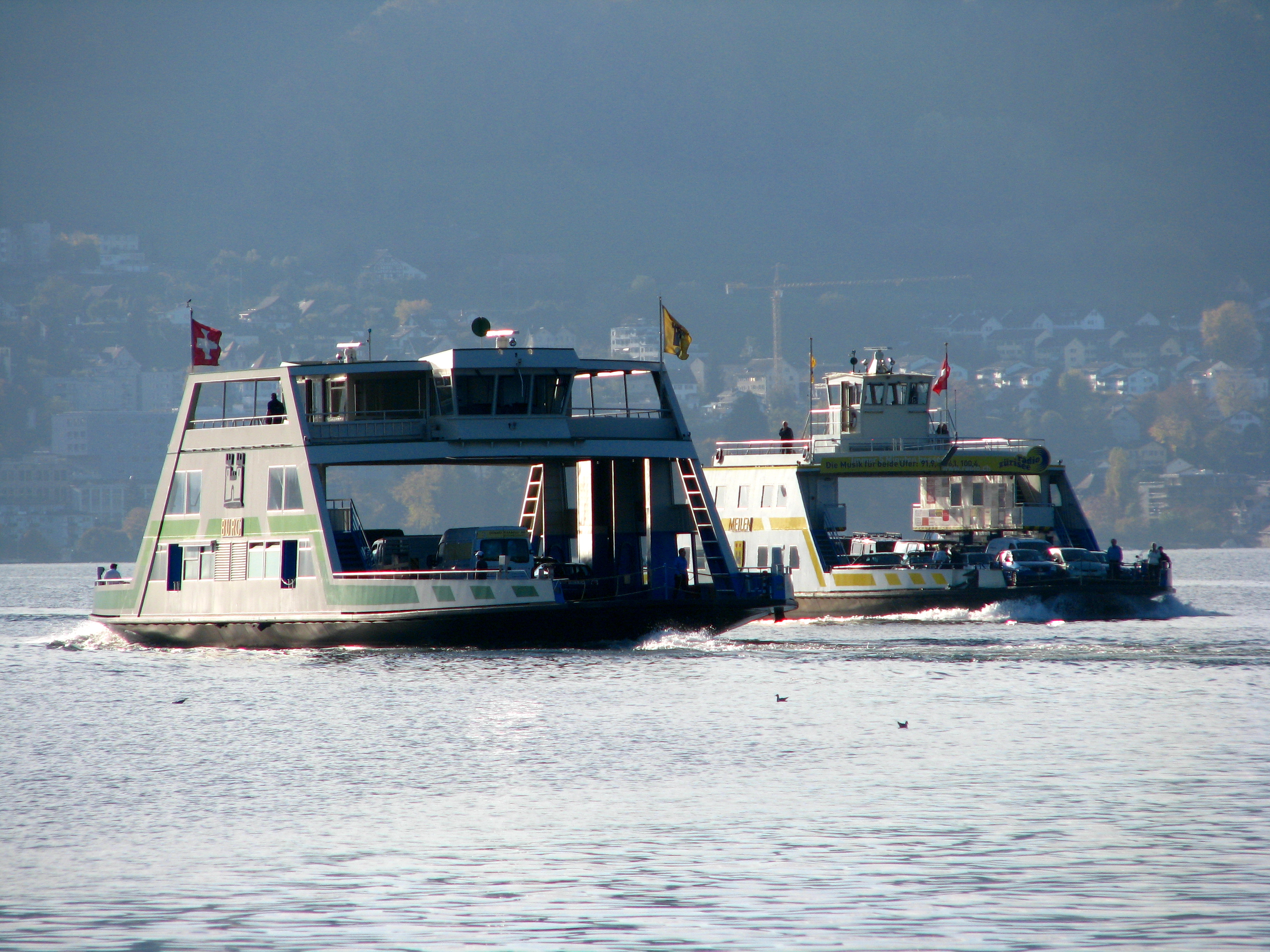
FS Burg (links) und FS Meilen kreuzen sich vor Meilen

In der Regel verkehren die Fähren zwischen 6 und 22 Uhr alle zehn Minuten, in Spitzenzeiten alle 7½ oder sechs Minuten. Die Fährverbindung verkürzt den Reiseweg für den Individualverkehr vom Zürcher Oberland in die Zentralschweiz, ohne den Umweg über den Seedamm von Rapperswil (rund 18 Kilometer südöstlicher gelegen) beziehungsweise durch die Stadt Zürich (rund 15 Kilometer nordwestlicher gelegen) in Kauf nehmen zu müssen. Die Fahrzeit beträgt etwa zehn Minuten.
Ein hoher Anteil der Fahrten entfällt auf die Pendler zwischen den beiden Seeufern.
Die fünf Fährschiffe beförderten im Jahr 2018 mit 68'988 Fahrten insgesamt 2'051'357 Personen, 1'240'301 Personenwagen und 17'341 Lastwagen und Anhänger, sowie 102'065 Zweiräder auf ihrer rund drei Kilometer langen Route.

## Geschichte

Gründungsaktie über 1'000 Franken vom 27. August 1932

Das Unternehmen wurde am 27. August 1932 in Meilen gegründet. Die 54 Aktionäre zeichneten ein Gründungskapital von 260'000 Schweizer Franken. Die 6000 Aktien mit einem Nennwert von 100 Franken gehören 1800 Aktionären, sind nicht kotiert und werden nur ausserbörslich gehandelt.
Nach technischen Anfangsschwierigkeiten mit dem ersten Fährschiff Schwan konnte am 4. November 1933 der Fährbetrieb im Halbstundentakt aufgenommen werden. Am 26. August 1937 produzierte das Schweizer Radio DRS eine Reportage und dokumentierte eine Überfahrt in Maschinenraum, das Oberdeck, die Kommandobrücke und die Steuerkabine.
Zwischen 1942 und 1946 musste der Betrieb wegen des Zweiten Weltkrieges eingestellt werden. Ab Sommer 1946 verkehrte das Fährschiff im Stundentakt, und in der Zeit bis 1968 stieg die Nachfrage so an, dass ein ununterbrochener Pendelbetrieb eingeführt werden musste.
1969 löste das neue Fährschiff Schwan den betagten Veteranen ab. Ab 1975 wurde der Takt infolge der Nachfrage stetig erhöht und erreichte 2003 mit Inbetriebnahme der mittlerweile fünften Fähre in Spitzenzeiten den heutigen 6-Minuten-Takt. 2015 entschied die Gesellschaft, das FS Meilen von 1979 durch eine neue Fähre mit dem gleichen Namen zu ersetzen. Die alte Fähre Meilen wurde im Frühjahr 2018 verschrottet. Die neue Fähre wurde von der Öswag-Werft in Linz gebaut, auf den Namen Meilen getauft und am 24. September 2017 in Dienst gestellt.

## Flotte
Die Flotte umfasst fünf Fährschiffe (FS), die von der Bodan-Werft Metallbau GmbH in Kressbronn (Deutschland) und Österreichische Schiffswerften AG in Linz (Österreich) gebaut wurden. Die Flotte besteht aus Dieselmotor-Fährschiffen.
Die Fährschiffe sind dank ihres Voith-Schneider-Antriebs – zwei Propeller sind in der Längsachse der Schiffe eingebaut – äusserst wendig, können ohne Positionsänderung wenden und haben einen extrem kurzen Stoppweg von 1½ bis 2 Schiffslängen (80 bis 120 Meter).
| Name    | Länge (m) | Breite (m) | Autos | Pass. | Werft | Jahr               | Anmerkungen          | Bild | EN     |
| ------- | --------- | ---------- | ----- | ----- | ----- | ------------------ | -------------------- | ---- | ------ |
| Schwan  | 45.9      | 13         | 36    | 300   | Bodan | 1. September 1969  | generalüberholt 1999 | 2002 | [ 8 ]  |
| Horgen  | 49.5      | 13         | 40    | 300   | Bodan | 26. Mai 1991       |                      | 2008 | [ 9 ]  |
| Zürisee | 55        | 13         | 44    | 300   | Bodan | 15. August 1999    |                      | 2010 | [ 10 ] |
| Burg    | 55        | 13         | 44    | 300   | Bodan | 5. September 2003  |                      | 2023 | [ 11 ] |
| Meilen  | 60        | 13.5       | 48    | 300   | ÖSWAG | 24. September 2017 |                      | 2017 | [ 12 ] |
| Schwan  |           |            |       |       |       | 4. November 1933   | bis 1969             |      |        |
| Meilen  | 48.5      | 12.2       | 40    | 300   | Bodan | 1979               | bis 2017             | 2008 |        |